# Larviks kommun
Larviks kommun (norska: Larvik kommune) är en kommun i Vestfold fylke med staden Larvik som centralort. Kommunen gränsar i norr mot Kongsbergs kommun, i nordöst mot Holmestrands kommun, i öster mot Tønsbergs och Sandefjords kommuner samt i väster mot Porsgrunns och Siljans kommuner.

## Administrativ historik
1988 utökades dåvarande Larviks kommun som då hade 8 000 invånare med de fyra närliggande kommunerna Brunlanes, Hedrum, Stavern och Tjølling och blev den till ytan största kommunen i Vestfold fylke med över 37 000 invånare.
Inom ramen för den sedan 2015 pågående norska kommunreformen genomfördes den 1 januari 2018 ytterligare en sammanläggning, denna gång med Lardals kommun.  Vid båda dessa tillfällen valde kommunen att införa ett nytt kommunvapen.

### Upphörda kommunvapen inom den nuvarande kommunen

Brunlanes kommun (1985–1987)
Hedrums kommun (1966–1987)
Lardals kommun (1992–2017)
Larviks kommun (1899–1987)
Larviks kommun (1988–2017)
Tjøllings kommun (1971–1987)

## Tätorter
I Larviks kommun finns åtta tätorter:
- Helgeroa/Nevlunghamn
- Hem
- Kvelde
- Larvik (centralort)
- Stavern
- Svarstad
- Tveteneåsen
- Verningen

Orten Ula har tidigare räknats som en tätort men uppfyller inte längre kriterierna, medan orten Lauve/Viksjord numera räknas som en del av tätorten Larvik.

## Socknar
Inom Norska kyrkan är Larviks kommun indelad i elva socknar:
- Bergs socken
- Hedrums socken
- Kjoses socken
- Kvelde og Hvarnes socken
- Lardals socken
- Larviks socken
- Nansets socken
- Staverns socken
- Tanums socken
- Tjøllings socken
- Østre Halsens socken

Socknarna ingår i Larviks prosteri i Tunsbergs stift.